# Agobardus keyserlingi
Agobardus keyserlingi är en spindelart som beskrevs av Bryant 1940. Agobardus keyserlingi ingår i släktet Agobardus och familjen hoppspindlar. Inga underarter finns listade i Catalogue of Life.